# Йосиф Арабаджийски
Йосиф Арабаджийски е мирски свещеник, възпитаник на Римската конгрегация.

## Биография
Йосиф Арабаджийски е роден на 28 януари 1808 година в село Калъчлии, тогава в Османската империя, днес квартал на град Раковски, България. На 13-годишна възраст заминава за Рим, където завършва обучението си. Ръкоположен е за свещеник през 1832 г. Той е един от първите българи възпитаници на Римската конгрегация.
Завръщайки се в българските земи през 1832 година той е назначен за енорист в енорията „Свети Архангел Михаил“ в село Балтаджии. През 1838 година, е изпратен в енорията „Успение Богородично“ в Хамбарлии. След две години отново се завръща в Балтаджии. Тази енория управлява общо 28 години. Има големи заслуги към книжовното развитие на Софийско-пловдивската епархия и създаване на новата енория „Свети Франциск Асизки“ в село Герена. Носел е свещенически дрехи само по време на служба.
Почива в Пловдив на 30 януари 1862 година. Тленните му останки са пренесени и погребани в родното му село.